# Ramsgate
Ramsgate este un oraș în comitatul Kent, regiunea South East, Anglia. Orașul se află în districtul Thanet.
1. ↑   http://www.fallingrain.com/world/UK/G5/Ramsgate.html Lipsește sau este vid: |title= (ajutor)